# Mía Maestro
Mía Maestro (n. la 19 iunie, 1978 în Buenos Aires) este o actriță argentiniană și o vocalistă de muzică clasică, lucru care l-a învățat în Berlin la vârsta de 18 ani. Acolo a mai învățat tehnica de actorie brecht-iană precum și dansul. S-a născut în Buenos Aires și a câștigat premiul ACE pentru rolul din Pandora's Box (Cutia Pandorei) . A jucat în Alias ca Nadia Santos în sezonul 4 al serialului. În decemberie 2005, a jucat în videoclipul muzical al lui Prince pentru "Te Amo orazón."

## Biografie
În 2001, s-a clasat pe locul #61 în 100 Cele mai Sexi Femei din revista Stuff și pe locul #67 în 100 Cele mai Sexi Femei din revista Maxim.

## Filmografie
- Tango (1998)
- The Venice Project (1999)
- Timecode (2000)
- Picking Up the Pieces (2000)
- El Astillero (2000)
- For Love or Country: The Arturo Sandoval Story (2000)
- Hotel (2001)
- In the Time of the Butterflies (2001)
- Frida (2002)
- Four Lean Hounds (2003)
- Secuestro express (2004)
- The Motorcycle Diaries (2004)
- The Holy Girl (2004)
- Las Mantenidas sin sueños (2005)
- Poseidon (2006)
- Deepwater (2006)
- Visioneers (2008)